# 渔人权戒

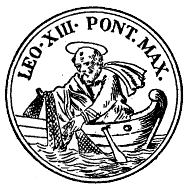
教宗良十三世的渔人权戒图案

渔人权戒（拉丁語：Anulus piscatoris）是教宗所配戴的戒指。根据天主教神学的观点，教宗是天主教会的领袖，也是圣伯多禄的继承人，而圣伯多禄的原本职业为渔夫。渔人权戒上原本雕刻着圣伯多禄在船上捕鱼的浮雕，这象征着使徒们应该遵循“得人如得鱼”（马尔谷福音1:17）的传统。在1842年之前渔人权戒曾被用作教宗签署正式文件时的印戒，如今则作为一种仪式性物品授予新任教宗。自中世纪以来，天主教徒在觐见教宗时便有亲吻渔人权戒以表达忠诚与敬意的传统。

## 历史
在13世纪教宗克勉四世致其侄子的一封信中，首次提到了渔人权戒。当时，渔人权戒用于封缄教宗的私人信件。相比之下，公开文件则通过将另一种教宗印章压印在铅块上，并将铅块附于文件之上的方式进行封缄。这类文件被称为教宗诏书（Papal Bulls），名称来源于附加的铅质印章（bulla）。到了15世纪，渔人权戒开始用于封缄教宗简令（Papal Briefs），即不太正式的教宗文件。该做法于1842年终止，当时封缄用的蜡印被红色印章所取代，但使徒信函仍沿用铅封的传统。
渔人权戒在历史上曾多次遗失及被盗。1588年，西班牙驻罗马大使奥利瓦雷斯伯爵在一封信中向腓力四世报告称，一名教宗侍酒官盗走了思道五世的渔人权戒。在1797年拿破仑军队占领罗马期间，庇护六世的戒指被贝尔蒂埃将军麾下的法国士兵短暂夺走，次日便归还给了教宗庇护六世，尽管他最终在流亡生涯中客死瓦朗斯。据称在法国人绑架庇护七世之前，教宗亲手将渔人权戒折断成两半，这两块碎片随后被带到巴黎，直到路易十八时期才将其归还罗马。1899年，据传渔人权戒一度丢失，后由一名下级侍从寻回并交还给良十三世。然而在良十三世于1903年去世时，人们并未在其遗物中找到这枚戒指。
自中世纪以来，天主教徒在见到主教（包括教宗）时，亲吻戒指并伴以屈膝或低头致敬的传统便已确立。到了20世纪初，教宗庇护十世还曾特别颁布限大赦，奖励亲吻渔人权戒的信众。不过教宗保禄六世后来废除了这一传统，也取消了诸如亲吻教宗足部、面颊等其他表示臣服的礼节。尽管如此，亲吻戒指的习惯依然在部分地区延续下来。教宗方濟各（无论在担任布宜诺斯艾利斯总主教时，还是即位为教宗后）通常会劝导信众避免这一做法，因为他认为此类仪式带有过于强调教权主义和世俗权力的意味。

## 创造与设计
依循传统，每位新任教宗就任时，皆为其铸造一枚全新的渔人权戒。戒面通常雕刻有圣伯多禄垂钓的形象，并以拉丁文铭刻教宗之名（如本笃十六世为“Benedictus XVI”）。历代教宗所佩戒指风格各异，颇具个人品味：庇护九世的华美戒指上镶嵌有逾百颗钻石；若望二十三世则偏爱简约，以浮雕工艺制成戒面；若望保禄二世则采用鎚打金工艺，质朴而富有力度。本笃十六世的渔人权戒由罗马金匠克劳迪奥·弗朗基（Claudio Franchi）主持，八位工匠合力打造，使用黄金重达三十五克。尽管传统上渔人权戒以纯金制成，教宗方济各（2013年至2025年在位）却选择了以镀金银铸成的款式。尤为特别的是，方济各所佩戒指并非新作，而是取材自意大利雕塑家恩里科·曼弗里尼（卒于2004年）为教宗保禄六世所设计的款式。

## 展示和使用
在教宗加冕或就职的仪式上，总务枢机通常会将渔人权戒戴在新教宗右手的无名指上。教宗本笃十六世由樞機團團長安杰洛·索达诺授予其戒指，随后他亲自佩戴戒指。教宗方济各在就职时，也由索达诺授予其戒指。
本笃十六世每天都会佩戴渔人权戒，而其他包括本笃十六世的继任者方济各在内的当代教宗通常只在特定仪式上佩戴此戒指。教宗保禄六世则惯常佩戴一枚不同的戒指，这枚戒指是为了纪念第二次梵蒂冈大公会议。

## 销毁
教宗去世后，教廷总管会在枢机主教团的见证下，用锤子将教宗戒指（以及教宗印章）销毁。这一仪式通常发生在选举继任者的枢机主教会议之前的全体枢机主教会议上。销毁已故教宗印章戒指的做法最初是为了防止在教座出缺期间颁发伪造文件。
破损的庇护九世渔夫戒指是苏黎世瑞士国家博物馆爱丽丝和路易斯·科赫收藏的2,500枚戒指之一。
2013年教宗本篤十六世辭職时（这是六百多年来首次有教宗辞职），他的印戒并未被毁坏，而是被用凿子在戒指上刻了两个深深的十字形痕迹。